# SSE2
Streaming SIMD Extensions 2 (SSE2) – zestaw instrukcji SIMD, rozszerzający istniejący SSE. Nowe cechy:
- działania wektorowe i skalarne na liczbach zmiennoprzecinkowych podwójnej precyzji;
- umożliwienie wykonywania działań całkowitoliczbowych na 128-bitowych rejestrach XMM - dotychczas było to możliwe tylko dla 64-bitowych rejestrów MMX;
- większa kontrola nad pamięcią podręczną.

Technologia ta została wprowadzona w procesorach rodziny Pentium 4 oraz Athlon 64.

## Typy danych
SSE2 wykorzystuje typy danych zdefiniowane w MMX i SSE, definiuje także kilka nowych typów danych: w większości wektorów o określonych rozmiarach.
Typy zmiennoprzecinkowe:
- wektor 2 liczb zmiennoprzecinkowych podwójnej precyzji (2 x 64 bity)
- wektor 4 liczb zmiennoprzecinkowych pojedynczej precyzji (4 x 32 bity; wprowadzony w SSE)

Typy całkowite (rozszerzenia typów MMX):
- wektor 16 bajtów - packed byte (16 x 8 bitów)
- wektor 8 słów - packed word (8 x 16 bitów)
- wektor 4 podwójnych słów - packed duble words (4 x 32 bity)
- wektor 2 poczwórnych słów - packed quad words (2 x 64 bity)
- liczba 128-bitowa - long quadword

Analogicznie jak w SSE, rozkazy SSE2 mogą wykonywać działania arytmetyczne na wektorach liczb zmiennoprzecinkowych podwójnej precyzji na dwa sposoby:
1. packed (równoległe) — wykonując równocześnie dwa niezależne działania zmiennoprzecinkowe na odpowiadających sobie elementach wektorów;
2. scalar (skalarne) — wykonując działanie tylko na pierwszych elementach wektorów.

| Rozmiar słowa [bity]                  | Rozmiar elementu [bity] | Liczba elementów wektora | Uwagi                            |
| ------------------------------------- | ----------------------- | ------------------------ | -------------------------------- |
| Liczby zmiennoprzecinkowe             |                         |                          |                                  |
| 128                                   | 64                      | 2                        | SSE2, liczby podwójnej precyzji  |
| 128                                   | 32                      | 4                        | SSE, liczby pojedynczej precyzji |
| Liczby całkowite (ze znakiem lub bez) |                         |                          |                                  |
| 128                                   | 128                     | 1                        | SSE2, całe słowo                 |
| 128                                   | 64                      | 2                        | SSE2, packed quad word           |
| 128                                   | 32                      | 4                        | SSE2, packed double word         |
| 128                                   | 16                      | 8                        | SSE2, packed word                |
| 128                                   | 8                       | 16                       | SSE2, packed byte                |
| 64                                    | 64                      | 1                        | MMX, quad word                   |
| 64                                    | 32                      | 2                        | MMX, packed double word          |
| 64                                    | 16                      | 4                        | MMX, packed word                 |
| 64                                    | 8                       | 8                        | MMX, packed byte                 |

## Mnemoniki rozkazów
Tak jak w SSE, również w SSE2 sufiksy mnemoników określają typy danych, na jakich działają określone rozkazy; oprócz tych zdefiniowanych w MMX i SSE pojawiły się nowe dla liczb zmiennoprzecinkowych podwójnej precyzji:
- PD - wektory,
- SD - skalary.

## Działania zmiennoprzecinkowe

### Działania arytmetyczne
- dodawanie (ADDPD, ADDSD)
- odejmowanie (SUBPD, SUBSD)
- dzielenie (DIVPD, DIVSD)
- mnożenie (MULPD, MULSD)
- pierwiastek kwadratowy (SQRTPD, SQRTSD)
- wartość maksymalna (MAXPD, MAXSD)
- wartość minimalna (MINPD, MINSD)

### Działania logiczne
Wykonywane są na poziomie bitów, a nie liczb:
- suma (ORPD),
- iloczyn (ANDPD),
- iloczyn negacji (ANDNPD) - jeden z argumentów jest negowany przed obliczeniem iloczynu,
- różnica symetryczna (XORPD),

### Porównanie
Rozkazy porównania SSE2 działają w taki sam sposób jak SSE, jedna różnica to oczywiście rozmiary elementów wektorów:
- rozkazom SSE2 CMPPD i CMPSD odpowiadają rozkazy SSE CMPPS i CMPSS;
- rozkazom SSE2 COMISD i UCOMISD odpowiadają rozkazy SSE COMISS i UCOMISS.

### Rozmieszczanie elementów w wektorach
- SHUFPD
- UNPCKLPD, UNPCKHPD

### Konwersje między liczbami zmiennoprzecinkowymi i całkowitymi
- liczby zmiennoprzecinkowe podwójnej precyzji:
  - konwersje wektorowe:
    - CVTPD2PI, CVTTPD2PI - liczby zmiennoprzecinkowe na 32-bitowe liczby całkowite
    - CVTPD2PQ, CVTTPD2PQ - liczby zmiennoprzecinkowe na 64-bitowe liczby całkowite
    - CVTPI2PD - 32-bitowe liczby całkowite na liczby zmiennoprzecinkowe
    - CVTDQ2PD - 64-bitowe liczby całkowite na liczby zmiennoprzecinkowe

  - konwersje skalarne:
    - CVTSD2SI, CVTTSD2SI - liczba zmiennoprzecinkowa na 32-bitową liczbę całkowitą
    - CVTSI2SD - 32-bitowa liczba całkowita na liczbę zmiennoprzecinkową
- liczby zmiennoprzecinkowe pojedynczej precyzji:
  - konwersje wektorowe:
    - CVTPS2DQ, CVTTPS2DQ - liczby zmiennoprzecinkowe na 64-bitowe liczby całkowite

  - konwersja skalarna:
    - CVTDQ2PS - 64-bitowa liczba całkowita na liczbę zmiennoprzecinkową

### Konwersje między liczbami zmiennoprzecinkowymi pojedynczej i podwójnej precyzji
- konwersje wektorów (po dwa elementy):
  - CVTPS2PD - z pojedynczej na podwójną precyzję
  - CVTPD2PS - z podwójnej na pojedynczą precyzję
- konwersje skalarów:
  - CVTSS2SD - z pojedynczej na podwójną precyzję
  - CVTPS2SS - z podwójnej na pojedynczą precyzję

## Rozkazy całkowitoliczbowe
- PMULUDQ - mnożenie 32-bitowych liczb bez znaku, wyniki są 64-bitowe
- PADDQ - dodawanie 64-bitowych liczb ze znakiem
- PSUBQ - odejmowanie 64-bitowych liczb ze znakiem
- PSHUFLW, PSHUFHW - zmiana kolejności elementów 16-bitowych, odpowiednio, w dolnej i górnej połówce 128-bitowego wektora
- PSHUFD - zmiana kolejności elementów 32-bitowych
- PSLLDQ, PSRLDQ - przesunięcia bitowe w lewo i prawo elementów 64-bitowych
- PUNPCKHQDQ, PUNPCKLQDQ

## Kontrola pamięci podręcznej i spójności pamięci
- MFENCE, LFENCE - uszeregowanie operacji odczytu pamięci i zapisu pamięci/wyłącznie odczytu - patrz bariera pamięci
- CLFLUSH - zapisuje i unieważnia wskazaną linijkę cache na wszystkich poziomach pamięci podręcznej
- PAUSE - jest podpowiedzią (ang. hint) dla procesora, która przyspiesza wyjście z pętli aktywnego oczekiwania (ang. spin-wait loop)
- zapisy do pamięci z podpowiedzią (hint) o nietymczasowym charakterze danych (tj. dane nie będą w najbliższym czasie potrzebne):
  - MASKMOVDQU - uaktualnienie wybranych bajtów z rejestru XMM
  - MOVNTPD, MOVNTDQ - zapis rejestru XMM (tj. dwóch słów 64-bitowych, przez pierwszy rozkaz traktowanych jako liczby zmiennoprzecinkowe, w drugim - jako całkowite)
  - MOVNTI - zapisanie rejestru ogólnego przeznaczenia (czyli EAX, EBX itd.)

## Przesyłanie danych

### Wektory liczb zmiennoprzecinkowe
- MOVAPD
- MOVUPD
- MOVHPD, MOVLPD
- MOVSD
- MOVMSKPD

### Wektory liczb całkowitych
- MOVDQA
- MOVQ2DQ, MOVDQ2Q

## MXCSR - rejestr kontrolny/statusu
W SSE2 dodano jedną flagę kontrolującą obliczenia zmiennoprzecinkowe:
- ang. denormals-are-zero - jej ustawienie powoduje zamienianie liczb nieznormalizowanych na zero (jest to działanie niestandardowe); nieznormalizowane liczby zmiennoprzecinkowe, to bardzo małe liczby, w których wykładnik nie mieści się w dostępnym zwykle zakresie, lecz dzięki wyzerowaniu najstarszego bitu mantysy (tj. rezygnacji ze znormalizowanej mantysy) liczba może zostać zapisana.

## Podpowiedzi dla systemu przewidywania skoków
Podsystem przewidywania skoków posiada wbudowane reguły statycznego przewidywania skoków warunkowych - np. jeśli adres docelowy skoku jest ujemny (skok wstecz, jak w pętlach) to przyjmuje się, że skok nastąpi. W SSE2 wprowadzono podpowiedzi (ang. branch hint), które dla wskazanych instrukcji skoku nadpisują domyślne reguły, pozwalając wskazać bardziej prawdopodobny przepływ sterowania w programie. Podpowiedzi te mają formę przedrostków dla kodów rozkazu skoku, nie są odrębnymi instrukcjami.
Mimo że w symulacjach rozwiązanie to wyglądało bardzo obiecująco, w rzeczywistych programach nie zanotowano wzrostu wydajności.

## Procesory obsługujące SSE2
- AMD Opteron
- AMD Athlon 64
- AMD Sempron 64 (Wersje 64-bit / Socket 754)
- AMD Turion 64
- Intel Pentium 4
- Intel Pentium D
- Intel Pentium EE
- Intel Pentium M
- Intel Celeron
- Intel Celeron D
- Transmeta Efficeon

## Znane procesory nieobsługujące SSE2
- AMD Athlon
- AMD Athlon XP
- AMD Sempron
- Intel Pentium III
- Intel Itanium
- Intel Itanium 2
- Transmeta Crusoe